# William Wotton
Pour les articles homonymes, voir Wotton.
William Wotton (13 août 1666 - 13 février 1727) est un érudit anglais.

## Biographie
William Wotton fut membre du conseil dirigeant du St John's College de Cambridge et chapelain du comte de Nottingham. Il prit une part active à la querelle des Anciens et des Modernes en faveur des modernes.
En 1714, il se retira au Pays de Galles en raison de ses dettes et de son ivrognerie. Il y apprit le gallois et y étudia les lois médiévales de ce pays.
On a de lui :
- une traduction de la Bibliothèque des auteurs ecclésiastiques de Louis Dupin, 1692-1699
- Reflections upon Ancient and Modern Learning (1694)
- Histoire de Rome (de Marc Aurèle à la mort d'Alexandre Sévère), Londres, 1705. Cette Histoire a été utilisée par Gibbon ;
- Linguarum veterum septentrionalium conspectus, 1708,
- un recueil des Leges Wallicae, 1730 (posthume).

## Source
Marie-Nicolas Bouillet  et Alexis Chassang (dir.), « William Wotton » dans Dictionnaire universel d’histoire et de géographie, 1878 (lire sur Wikisource)